# Глибоке (Зав'яловський район)
Глибо́ке (рос. Глубокое) — село у складі Зав'яловського району Алтайського краю, Росія. Адміністративний центр Глибоківської сільської ради.

## Населення
Населення — 1562 особи (2010; 1747 у 2002).
Національний склад (станом на 2002 рік):
- росіяни — 88 %